# Време хемороида
 Време хемороида: збирка родољубивих текстова је књига прича аутора Предрага М. Аздејковића, објављена у издању издавачке куће Red Box из Београда 2011. године.

## О аутору
Предраг М. Аздејковић (1978), српски геј активиста и новинар, један од најактивнијих и најчитанијих блогера на Б92 блогу.

## О књизи
Књига Време хемороида: збирка родољубивих текстова је збирка прича које су разврстане у шест целина:
- Живот и педерисања,
- Неки то воле грубо,
- Веш перем на црвено слово,
- Најскупља српска реч на распродаји,
- Србија на последњи поглед и
- Епилог.

Књига кратких прича је настала у периоду од 2006. до 2009. године на Блогу Б92. У почетку је то био Queeria блог, за који је писао са некадашњим колегом Бобаном Стојановићем. Блог је настао у јуну 2006. године и био први простор у неком српском медију где су геј активисти слободно објављивали своје текстове. Године 2009. напустио је Queeria центар, тако да је Queeria блог преименован. Наставио је да блогује под својим именом и презименом и до сада  објавио преко 250 текстова од којих су се неки нашли у овој књизи.
Поједини текстови Предрага Аздејковића који се налазе у овој књизи су шокирали српску јавност и често били повод писања таблоида, претећих коментара и чак цензуре.